# HD 402
HD 402，又名BD-18 3，SAO 147103、HR 18，是一颗恒星，视星等为6.06，位于銀經74.69，銀緯-76.25，其B1900.0坐标为赤經0h 3m 27.1s，赤緯-18° -76.25′ 1″。